# Имре Шлосер
Имре Шлосер (мађ. Schlosser Imre; р. 11. октобар 1889 — Будимпешта, 19. јул 1959), је био мађарски фудбалер. Његов рекорд, од 417 голова, у укупном броју постигнутих погодака у мађарској лиги није оборен ни до данас.
Шлосер је свој деби за репрезентацију Мађарске имао 7. октобра 1906. године, када је имао 17 година и 256 дана, против Бохемије. резултат те утакмице је био нерешен 4:4. У националној селекцији је играо мало више од двадесет година, одиграо је 68 утакмица (национални тим је победио на 70% утакмица када је Шлосер играо) и постигао 59 голова, што чини 0,87 голова по утакмици.
У својој клупској каријери, Шлосер је по подацима постигао 417 голова, што је шести највиши резултат свих времена.
По завршетку играчке каријере Шлосер је остао у фудбалу али је прешао у тренере. Од клубова је тренирао Норвешки Норкепинген (Norrköpingben), Пољску Вислу из Кракова (1924−1929) и Холандски ФК Бригитенауер (Brigittenauer AC).

## Постигнути голови
| Екипа                   | Година      | Утакмица | Голова | Проценат |
| ----------------------- | ----------- | -------- | ------ | -------- |
| ФК Ференцварош          | 1905 — 1915 | 193      | 276    | 1.43     |
| МТК                     | 1915 — 1922 | 125      | 141    | 1.12     |
| Мађарска репрезентација | 1905 — 1918 | 68       | 59     | 0.87     |
| Укупно .                | 1905 — 1922 | 386      | 476    | 1.23     |

## Признања
ФК Ференцварош
- Шампион Мађарске (7):
  - 1907. 
  - 1909. 
  - 1910. 
  - 1911. 
  - 1912. 
  - 1913. 
  - 1927.

- Мађарски куп (2):
  - 1913. 
  - 1927.

 МТК
- Шампион Мађарске (6):
  - 1917. 
  - 1918. 
  - 1919. 
  - 1920. 
  - 1921. 
  - 1922.

 Најбољи стрелац Мађарског првенства (7):
- - 1909.  30’ (голова);
  - 1910.  18’ (голова);
  - 1911.  38’ (голова);
  - 1912.  34’ (голова);
  - 1913.  33’ (голова);
  - 1914.  21’ (голова);
  - 1917.  38’ (голова);.[4]

- Најбољи стрелац Европе(4):
  - 1911.  42’ (голова);
  - 1912.  40’ (голова);
  - 1913.  42’ (голова);
  - 1914.  36’ (голова);.[5]

## Табела мађарских голгетера свих времена
| Име           | Година  | Утакмица | Голова | (%)  |
| ------------- | ------- | -------- | ------ | ---- |
| Имре Шлосер   | 1906-28 | 301      | 417    | 139% |
| Ференц Суса   | 1940-61 | 462      | 393    | 85%  |
| Ђула Женгелер | 1935-47 | 325      | 387    | 119% |
| Јожеф Такач   | 1920-40 | 355      | 360    | 101% |
| Ференц Пушкаш | 1943-56 | 354      | 357    | 101% |
| Ђерђ Шароши   | 1931-48 | 383      | 351    | 92%  |
| Ђула Силађи   | 1943-60 | 390      | 313    | 80%  |
| Ференц Дејак  | 1944-54 | 238      | 305    | 128% |
| Ференц Бене   | 1960-78 | 418      | 303    | 72%  |
| Геза Толди    | 1928-46 | 324      | 271    | 84%  |